# 아나 클라우지아 미셰우스
아나 클라우지아 미셰우스(Ana Cláudia Michels, 1981년 7월 31일 ~ )는 브라질의 모델이다.